# Rudolf Ferdinand von Lobkowicz
Rudolf Ferdinand von Lobkowicz (Frischau (Morvaország), 1840. augusztus 16. – Bécs, 1908. április 9.) herceg, osztrák tábornok és a IV. hadtest parancsnoka, Lobkowicz Lajos herceg fia.

## Életrajza
Katonai pályára lépett, 1858-ban tüzérhadnagy lett. 1859-ben részt vett az olasz-, majd 1866-ban a porosz háborúban. 1870-ben elnyerte az őrnagyi rangot és a császár és király szárnysegéde lett. 1875-ben áthelyezték Budapestre, mint az 5. tüzérezred parancsnokát és ekkor honfiusítást is szerzett; egyúttal Magyarországon birtokot is vásárolt és, tagja lett a Nemzeti Kaszinónak is. 1876-ban ezredes lett, 1878-ban mint a IV. hadtest tüzérségének parancsnoka részt vett a boszniai okkupációban; 1881-ben gyalogsági dandár-parancsnok, 1882-ben altábornagy, 1886-ban a Kolozsváron állomásozó 35. gyalogsági hadosztály parancsnoka, 1887-ben pedig táborszernagy lett. 1890-ben mint a IV. hadtest parancsnokát Budapestre helyezték át. A főrendiház örökös tagja, számos rendjel birtokosa és 1889-től a 13. tüzérezred tulajdonosa volt. 1891-ben valóságos belső titkos tanácsossá nevezték ki; 1894-ben megkapta az I. osztrák Vaskorona-rendet, 1895-ben pedig a porosz királyi Vörös Sas-rend nagykeresztjét is.